# Breviceps fuscus
The Black Rain Frog (Breviceps fuscus) là một loài ếch trong họ Nhái bầu. Chúng là loài đặc hữu của Nam Phi.
Các môi trường sống tự nhiên của chúng là các khu rừng ôn hòa và thảm cây bụi kiểu Địa Trung Hải. Loài này đang bị đe dọa do mất môi trường sống.